# Aidan Gillen
Aidan Gillen, född som Aidan Murphy den 24 april 1968 i Dublin, är en irländsk skådespelare. Han är känd för sin framställning av Petyr Baelish i TV-serien Game of Thrones (2011–2017), Tommy Carcetti i TV-serien The Wire (2004–2008) och Stuart Alan Jones i TV-serien Queer as Folk (1999–2000).
År 2011 började Gillen spela Petyr Baelish i TV-serien Game of Thrones. Han medverkade i sju säsonger, till hans karaktär dog i säsong 7-finalen.
Gillens födelsenamn var Aidan Murphy, men för att undvika att förväxlas med fotbollsspelaren med samma namn, bytte han till Aidan Gillen. Han har två barn tillsammans med sin fru.

## Filmografi

### Filmer i urval
- 1987 - En kvinnas passion (som Aidian Murphy)
- 1993 - Det är lugnt - Gypo
- 1995 - Circle of Friends - Aidan Lynch
- 1996 - En mors son - Gerard Quigley
- 1997 - Mojo
- 2003 - Fem små grisar - Amyas Crale
- 2003 - Shanghai Knights - Lord Rathbone
- 2012 - The Dark Knight Rises - CIA-agent
- 2015 - Maze Runner: The Scorch Trials - Janson
- 2016 - Sing Street - Robert Lawlor
- 2021 - Those Who Wish Me Dead - Jack

### TV-serier i urval
- 1993 - The Bill - Jeff Barratt, 1 avsnitt
- 1999-2000 - Queer as Folk - Stuart Alan Jones, 10 avsnitt
- 2001 - I tärningens grepp - Glenn Taylor, miniserie
- 2004-2008 - The Wire - Thomas "Tommy" Carcetti, 35 avsnitt
- 2005 - Law & Order: Trial by Jury - Jimmy Colby, 1 avsnitt
- 2011–2017 – Game of Thrones (TV-serie) - Petyr "Littlefinger" Baelish, 38 avsnitt

### TV-spel
- 2016 - Quantum Break - Paul Serene

## Utmärkelser
- 2000 - Edinburgh International Film Festival - bästa brittiska nykomling för The Low Down